# NGC 1388
NGC 1388 is een elliptisch sterrenstelsel in het sterrenbeeld Eridanus. Het hemelobject werd in 1886 ontdekt door de Amerikaanse astronoom Francis Preserved Leavenworth.

## Synoniemen
- PGC 13402
- NPM1G -16.0146